# Fumiko Kaneko
Fumiko Kaneko (金子文子, Yokohama (Japón), 25 de enero de 1902 - Utsonomiya (Japón), 23 de julio de 1926) fue una figura histórica japonesa cuya vida y pensamiento la convirtieron en un símbolo de resistencia y feminismo en el Japón de principios del siglo XX. Conocida por sus memorias escritas en prisión, ¿Qué me hizo así? (何が私をこうさせたか, Nani ga watashi o kō saseta ka), su identidad y legado han sido objeto de debate y reinterpretación a lo largo del tiempo

## Biografía

### Primeros años y experiencias en Corea
Kaneko Fumiko nació en Yokohama el 25 de enero de 1903, hija de Saeki Buniji y Kaneko Kikuno. Su infancia estuvo marcada por una familia desestructurada y económicamente vulnerable, lo que la llevó a enfrentar privaciones y desigualdades desde temprana edad. Durante años, Fumiko careció de un registro legal, lo que le impidió incluso asistir a la escuela. Las dificultades económicas llevaron a su madre a plantearse a vender a Fumiko a un burdel, algo que finalmente no ocurrió. Aún así le marco profundamente su relación con sus padres, sobre todo con su padre el cual abandono a la familia. Finalmente, en 1912, fue registrada como la quinta hija de sus abuelos maternos, adoptando así el apellido Kaneko. 
En octubre de 1912, a la edad de nueve años, fue enviada a vivir a la Corea colonizada por el Imperio japonés con la familia Iwashita en Bugang-ri. Esta familia era la de su abuela paterna, quien se había trasladado a vivir con su hija (la tía paterna de Fumiko) y el esposo de esta, de apellido Iwashita. Aunque su abuela paterna le había prometido amor como nieta, Fumiko fue tratada como una sirvienta y su verdadera identidad fue ocultada para mantener las apariencias sociales de la familia Iwashita. Su educación formal en Corea se centró en prepararla para ser una buena esposa, una expectativa común para las mujeres en la sociedad patriarcal de la época. En este periodo, sufrió castigos constantes por su abuela, que la sometía a abusos físicos y emocionales, incluyendo dejarla sin comer o sin abrigo. A pesar de ello, se inscribió en cuarto grado en la Escuela Primaria Pública de Bugang el 11 de diciembre de 1912 y se graduó de la Escuela Primaria Superior Pública de Bugang el 24 de marzo de 1917. Durante su estancia en Corea, fue testigo del Movimiento del 1 de marzo de 1919, un evento que la conmovió profundamente. 

### Regreso a Japón y desarrollo ideológico
En abril de 1919, Fumiko regresó a la casa de su madre en Yamanashi. En 1920, se trasladó sola a Tokio, donde trabajó en diversos oficios, incluyendo repartidora de periódicos, vendedora de jabón en polvo, empleada doméstica y obrera en una imprenta, para costearse sus estudios.
En Tokio, entró en contacto con diversas corrientes ideológicas, como el socialismo, el anarquismo y el nihilismo, que moldearon su pensamiento y visión del mundo. Rechazaba la visión de la revolución socialista que solo reemplazaba un poder por otro sin cambiar las jerarquías de dominación. Su nihilismo, inicialmente egoísta y desarrollado desde sus experiencias vitales, evolucionó hacia un feminismo de la igualdad, una afirmación radical de su individualidad en una sociedad que la subordinaba por su género. Se identificaba con los coreanos como víctimas del imperialismo japonés debido a su propia experiencia de opresión. Leyó a pensadores como Bergson, Spencer, Hegel, y especialmente fue influenciada por Stirner, Artsybashev y Nietzsche, entre otros nihilistas

### Relación con Park Yeol y activismo
En febrero o marzo de 1922, Kaneko conoció a Park Yeol (Pak Yol), un activista anarquista coreano que luchaba por la independencia de su país. Fumiko lo consideró su "alma gemela y compañero de lucha". Comenzaron a convivir en Tokio entre abril y mayo de 1922.
Juntos, Kaneko y Park Yeol publicaron dos revistas, Kokuto (Camino Negro) y Hyonsahoe (La Sociedad Actual), a través de las cuales denunciaban los problemas que enfrentaban los coreanos bajo el imperialismo japonés. En abril de 1923, establecieron la organización anarquista Futei-sha (Sociedad de los Rebeldes), abogando por la acción directa contra el gobierno. Park Yeol intentó en varias ocasiones conseguir una bomba para atentar contra la familia imperial, aunque nunca logró materializar sus planes. Kaneko admiraba su determinación y su lucha contra los colaboradores coreanos.

### El Gran Terremoto de Kanto,  encarcelamiento y muerte
El 1 de septiembre de 1923, el Gran terremoto de Kanto asoló Tokio. En medio del caos, el Ministerio del Interior fabricó rumores que acusaban a los coreanos de saquear y cometer asesinatos, lo que llevó a la masacre de cientos de ellos. En este clima de terror, Kaneko Fumiko y Park Yeol fueron arrestados el 3 de septiembre de 1923 bajo el pretexto de "custodia protectora".
En 1924, ambos fueron acusados de alta traición (Taigyaku-zai), un delito que conllevaba la pena de muerte en Japón. Este proceso se considera fabricado y se utilizó para justificar las masacres previas contra coreanos, presentando a los disidentes como una amenaza real. Kaneko y Park Yeol, con la ayuda de su abogado Tatsuji Fuse, convirtieron el juicio en una plataforma sin precedentes para denunciar el imperialismo japonés. Kaneko criticó abiertamente la figura del emperador como un "ente inútil" y un símbolo de desigualdad. Incluso admitió haber exagerado su participación en el supuesto complot, buscando un trato igualitario.

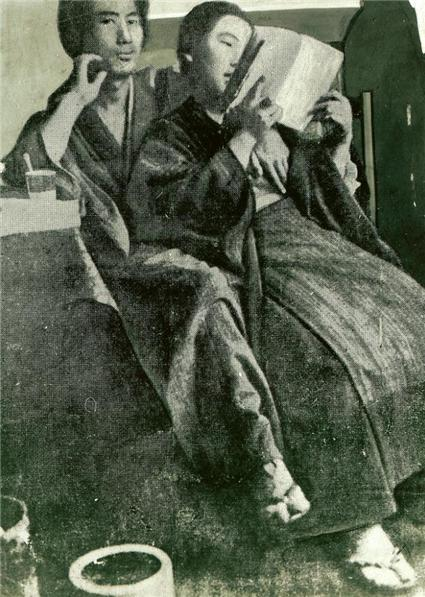
Park Yeol y Kaneko Fumiko en prisión

La fotografía icónica de la pareja en prisión, donde aparecían abrazados y desafiantes, se filtró a la prensa en julio de 1926, causando un escándalo político y el despido de varios funcionarios judiciales. Kaneko y Park Yeol habían registrado su matrimonio el 23 de marzo de 1926, poco antes de su sentencia de muerte, para ser enterrados juntos en Corea.
El 25 de marzo de 1926, ambos fueron condenados a muerte. Diez días después, sus sentencias fueron conmutadas a cadena perpetua por la "benevolencia misericordiosa del emperador", una estrategia política para mejorar la imagen de Japón. Sin embargo, Fumiko rechazó categóricamente esta conmutación, rompiendo el documento oficial frente al jefe de la prisión. Para ella, aceptar la misericordia imperial habría sido traicionar todo por lo que había luchado.
Kaneko Fumiko murió en la prisión de Utsunomiya el 23 de julio de 1926. La versión oficial fue suicidio por ahorcamiento, utilizando una cuerda que ella misma había tejido. Sin embargo, algunos camaradas sostenían que fue asesinada, y se especulaba que podría haber estado embarazada en el momento de su muerte. Sus restos fueron enterrados apresuradamente, pero posteriormente trasladados a Corea por sus compañeros y sepultados en la montaña Palnyeong, cerca de la ciudad natal de Park Yeol.

## Obra

Cubierta de las memorias de Kaneko Fumiko en español

Desde la prisión, Kaneko Fumiko escribió sus memorias, tituladas ¿Qué me hizo así? (何が私をこうさせたか, Nani ga watashi o kō saseta ka). La obra es, a la vez, un testimonio carcelario, una confesión, una crónica de su vida, una autobiografía, una novela biográfica, una novela moderna, una crítica social y una reflexión educativa.
Aunque el juez Takematsu le sugirió escribir sus memorias mientras estaba encarcelada, Kaneko ya las había estado gestando desde antes de su arresto, e incluso había acordado su publicación en una revista feminista. El manuscrito original, escrito bajo censura, fue reconstruido y editado por su camarada Ichio Kurihara, con la ayuda de Kazuo Kato, a partir de fragmentos y conversaciones con Fumiko. Kaneko misma dejó "Mis deseos para la revisión", pidiendo un estilo "simple, directo y natural" y priorizando la "verdad" en los registros. El título ¿Qué me hizo así? fue tomado directamente de sus propias palabras en el testimonio, reflejando su deseo de exponer el trasfondo de sus decisiones y confiar en que el lector reflexivo lo comprendería.
Las memorias fueron publicadas por primera vez por Ichio Kurihara el 10 de julio de 1931. Por primera vez en español, fueron publicadas en 2024 por Historia Olvidada con el título ¿Qué me hizo así?: Memorias de una mujer japonesa en prisión.

## Legado y reconocimiento
Durante décadas, la historia de Kaneko Fumiko permaneció casi olvidada. Sin embargo, su figura ha resurgido con fuerza, en gran parte gracias a la película coreana Anarchist from Colony (2017), que recreó la famosa fotografía de ella y Park Yeol en prisión. En Corea, su contribución al movimiento independentista fue reconocida póstumamente el 1 de marzo de 2018, cuando el gobierno de Corea del Sur le otorgó la Medalla de Honor Patriótica de la Orden al Mérito. Esto la convirtió en la segunda persona japonesa en recibir dicho honor, después de Tatsuji Fuse, su abogado.
Con el avance de los estudios, Kaneko Fumiko ha dejado de ser vista únicamente como "la esposa del anarquista y patriota coreano Park Yeol", para ser reconocida como una figura única, descrita como anarquista, escritora, activista social o filósofa. Su vida es un testimonio de resistencia pura, invitando a la reflexión sobre sus ideales y su lucha por la libertad y la autenticidad. Su tumba fue trasladada en 2003 al Parque Conmemorativo de Park Yeol en Mungyeong-si, el cual alberga un museo dedicado a ambos.